# سنگ‌نگاره شتر سنگ
سنگ نگاره شتر سنگ مربوط به دوران پیش از تاریخ ایران باستان تا دوران‌های تاریخی پس از اسلام است و در ۸۰۰ متری جاده مشهد - شاندیز، بخش طرقبه، روستای دهنو، باغ بیلدر واقع شده و این اثر در تاریخ ۲۵ اردیبهشت ۱۳۸۰ با شمارهٔ ثبت ۳۸۴۱ به‌عنوان یکی از آثار ملی ایران به ثبت رسیده است.
اولین نکتهٔ جالبی در ارتباط با این سنگ نگاره‌ها، نوع سنگ‌ها (بوم‌های گرد) و رنگ آن‌ها (قهوه‌ای تیره) بود. اکثر نقوش حکاکی شده بر بوم‌ها دارای جهتی رو به جنوب و شرق دارند. همهٔ نکات ذکر شده نشان از هوش و درایت هنرمندان حکاکی را دارد که از هزاران سال پیش با رویکرد لگاریم سنجی یا ریز فرسایش آشنایی داشته‌اند، این دانش نظری باعث شده تا آن‌ها خود را روبه بهترین جهت و مناسب‌ترین شیب خلق کنند تا از حدود یازده هزار سال قبل تا کنون این آثار هنری حفظ شوند. بر روی این سنگ نگاره باستانی نقش‌های بزکوهی، نقش‌های انسان، انسان‌های شیر سوار، نقش نمادها و دیگر جانداران موجود می‌باشند.